# Samoa en los Juegos Olímpicos de Pekín 2008
Samoa estuvo representada en los Juegos Olímpicos de Pekín 2008 por seis deportistas, cuatro hombres y dos mujeres, que compitieron en cinco deportes.
La portadora de la bandera en la ceremonia de apertura fue la halterófila Ele Opeloge.

## Medallistas
El equipo olímpico samoano obtuvo las siguientes medallas:
| Nombre      | Deporte      | Competición |
| ----------- | ------------ | ----------- |
| Oro         |              |             |
| —           |              |             |
| Plata       |              |             |
| Ele Opeloge | Halterofilia | +75 kg F    |
| Bronce      |              |             |
| —           |              |             |